# Waldaschaff
Waldaschaff är en kommun och ort i Landkreis Aschaffenburg i Regierungsbezirk Unterfranken i förbundslandet Bayern i Tyskland.